# Country Club (Kalifornien)
Country Club ist ein census-designated place (CDP) im San Joaquin County im US-Bundesstaat Kalifornien mit 10.777 Einwohnern (Stand: 2020). Die geographischen Koordinaten sind: 37,97° Nord, 121,34° West. Country Club umfasst eine Fläche von 5,2 km².